# Мансио Лима
Ма̀нсио Лѝма (на португалски: Mâncio Lima) е град — община в западната част на бразилския щат Акри. Общината е част от икономико-статистическия микрорегион Крузейро до Сул, мезорегион Вали до Журуа. Населението на общината към 2010 г. е 15 246 души, а територията ѝ е 4672.321 km² (3,26 д./km²).
Градът е основан през 1977 г.; за негов покровител се счита св. Севастиан, а официалният празник на града се чества на 30 май.

## География
Граничи на север с щата Амазонас, на юг и запад с Перу, на изток с община Родригис Алвис и на североизток с община Крузейро до Сул.
В общината се намира най-западната точка на Бразилия.